# Relations entre le Bangladesh et la Jordanie
Les relations entre le Bangladesh et la Jordanie sont les relations bilatérales de la république populaire du Bangladesh et du royaume hachémite de Jordanie.

## Histoire
Le diplomate américain Henry Kissinger a envoyé des lettres en 1971 au roi Hussein, encourageant la participation de la Jordanie à la guerre de libération du Bangladesh. Le président Richard Nixon a encouragé la Jordanie à envoyer des fournitures militaires au Pakistan. Avec la permission de Nixon, la Jordanie a envoyé dix avions F-104 et s'est vu promettre des remplacements par les États-Unis. Les États-Unis ont également envoyé des fournitures militaires au Pakistan occidental et les ont fait passer par la Jordanie. Six des avions jordaniens n'ont pas pu revenir.

## Coopération agricole
En 2011, le Bangladesh et la Jordanie ont signé un protocole d'accord sur la coopération agricole. Selon le protocole d'accord, les deux pays « échangeront du matériel et des informations scientifiques et organiseront des visites de scientifiques et d'ingénieurs dans les domaines de la science et de la technologie agricoles, de la vulgarisation sur le terrain, de la production agricole et de la transformation des produits agricoles ». Dans le cadre du protocole d'accord, le Bangladesh et la Jordanie prévoient de former un groupe de travail conjoint composé d'experts des deux pays afin de faciliter la coopération dans le secteur.

## Relations économiques
Le Bangladesh et la Jordanie ont exprimé leur intérêt pour l'expansion du commerce et des investissements. La Jordanie est l'un des plus grands marchés d'exportation de main-d'œuvre du Bangladesh. En 2011, la Jordanie a levé une interdiction sur l'importation de main-d'œuvre du Bangladesh, mais a resserré le processus de recrutement peu après, en raison de certains cas d'exploitation sexuelle des travailleuses et de grèves. En 2012, le Bangladesh et la Jordanie ont signé un protocole d'accord afin de surveiller les migrations, d'assurer la sécurité des migrants et de réduire les coûts liés aux migrations. La même année, le Bangladesh et la Jordanie ont préparé un projet d'accord visant à renforcer la coopération en matière de commerce. Selon cet accord, les deux pays s'accorderont mutuellement le statut de « nation la plus favorisée » et créeront un comité commercial conjoint.

## Travailleurs bangladais en Jordanie
En 2011, environ 30 000 Bangladais vivaient en Jordanie, la plupart travaillant dans le secteur des services.